# Giulio Romano Vercelli
Pour les articles homonymes, voir Giulio Romano et Vercelli.
Giulio Romano Vercelli, né en 1871 et mort en 1951, est un artiste peintre italien.

## Biographie

### Jeunesse
Vercelli naît à Brusasco-Marcorengo dans le Piémont. Il a douze ans quand il commence à peindre en décorant spontanément quelques petites chapelles votives dans la campagne environnante.

### Carrière
À l'âge de 18 ans, il quitte l'Italie pour l'Amérique du Sud. Après avoir fait un peu plus de peintures dans ce domaine, il se rend en Argentine et en Uruguay. Ensuite, il retourne en Europe et s'installe à Paris pour un temps. Là, il tombe sous l'influence de l'impressionnisme et saisit toutes les occasions d'étudier les peintures de ses praticiens les plus connus.
Il retourne en Italie, et s'installe à Turin, où il passe la plupart de sa vie. Dans ses dernières années, il renonce à la peinture et consacre son temps à l'enseignement de ses enfants, Gemma et Renato, qui deviennent également peintres. Il meurt en 1951.

## Travail
Il s'est spécialisé dans les portraits, les paysages, les scènes de genre, les natures mortes et les fleurs. Il a tenu de nombreuses expositions en Italie, mais a aussi exposé à Paris, Nice, Marselles et en Amérique du Sud. Il existe des collections de son art à Buenos Aires, à Curitiba, à Gênes, à Gualeguay, à Montecatini Terme et à Piacenza.